# Glenn Ikonen
Glenn Armas Ikonen, född 1955, är en svensk rullstolscurlare och del av Lag Jungnell.

## Meriter
- Brons vid paralympiska vinterspelen 2006[1]

## Fotnoter
1. ↑  ”Sport: Glenn Ikonen”. SVT Sport. 24 februari 2014. https://www.svt.se/sport/artikel/glenn-ikonen. Läst 30 oktober 2024.